# サン・ジョヴァンニ・ディ・ファッサ
サン・ジョヴァンニ・ディ・ファッサ（イタリア語: San Giovanni di Fassa）は、イタリア共和国トレンティーノ＝アルト・アディジェ州トレント自治県にある、人口約3,600人の基礎自治体（コムーネ）。
2018年1月1日にポッツァ・ディ・ファッサとヴィーゴ・ディ・ファッサが合併して発足した。発足時の名称はラディン語とイタリア語を混合させた Sèn Jan di Fassa であったが、9月25日にイタリア憲法裁判所によって違憲判決が下されたためイタリア語に統一された。

## 地理

### 位置・広がり

#### 隣接コムーネ
隣接するコムーネは以下の通り。括弧内のBZはボルツァーノ自治県所属を示す。
- カナツェーイ
- マッツィーン
- モエーナ
- ノーヴァ・レヴァンテ (BZ)
- ロッカ・ピエートレ (BZ)
- ソラーガ・ディ・ファッサ
- ティーレス (BZ)

## 行政

### 分離集落
サン・ジョヴァンニ・ディ・ファッサには、以下の分離集落（フラツィオーネ）がある。
- Costa, Larzonei, Monzon, Passo Carezza, Pera, Pozza (sede comunale), Ronch, San Giovanni, Tamion, Vallonga, Vigo